# Rocío Soto
Rocío Andrea Soto Collao (n. San Bernardo, 21 de septiembre de 1993), es una futbolista chilena que juega como defensa. Fue campeona de la Copa Libertadores Femenina en 2012, y finalista del mismo torneo el año 2015.

## Biografía
Rocío Soto estudió la carrera de Técnico en Enfermería y se inició en el fútbol en el Club Deportivo Colo Colo. Gracias a la beca deportiva que recibió del club, pudo pagar parte de sus estudios universitarios.
Su primer contrato profesional lo firmó con el club español Zaragoza CFF.
El 6 de diciembre de 2023 anuncia su salida de Colo-Colo, tras haber conseguido el bicampeonato. 

## Clubes
| Club             | País   | Año         |
| ---------------- | ------ | ----------- |
| Colo-Colo        | Chile  | 2011 – 2018 |
| Zaragoza CFF     | España | 2018 – 2019 |
| Colo-Colo        | Chile  | 2019        |
| Santiago Morning | Chile  | 2020        |
| Santiago Morning | Chile  | 2021        |
| Colo-Colo        | Chile  | 2022 - 2023 |

## Palmarés

### Campeonatos nacionales
| Título              | Club      | País  | Año    |
| ------------------- | --------- | ----- | ------ |
| Campeonato Nacional | Colo-Colo | Chile | 2011-A |
| Campeonato Nacional | Colo-Colo | Chile | 2011-C |
| Campeonato Nacional | Colo-Colo | Chile | 2012-A |
| Campeonato Nacional | Colo-Colo | Chile | 2012-C |
| Campeonato Nacional | Colo-Colo | Chile | 2013-A |
| Campeonato Nacional | Colo-Colo | Chile | 2013-C |
| Copa de Campeonas   | Colo-Colo | Chile | 2013   |
| Campeonato Nacional | Colo-Colo | Chile | 2014-A |
| Campeonato Nacional | Colo-Colo | Chile | 2014-C |
| Campeonato Nacional | Colo-Colo | Chile | 2015-A |
| Copa de Campeonas   | Colo-Colo | Chile | 2015   |
| Copa de Campeonas   | Colo-Colo | Chile | 2016   |
| Campeonato Nacional | Colo-Colo | Chile | 2016-C |
| Campeonato Nacional | Colo-Colo | Chile | 2017-A |
| Campeonato Nacional | Colo-Colo | Chile | 2017-C |

### Copas internacionales
| Título                     | Equipo    | País  | Año  |
| -------------------------- | --------- | ----- | ---- |
| Copa Libertadores Femenina | Colo-Colo | Chile | 2012 |